# Kizylkumavis cretacea
Kizylkumavis cretacea (Кизилкумавіс, означає «Птах з Кизилкуму)» — вимерлий енанціорносовий птах родини Alexornithidae, що мешкав у пізній крейді, 90 млн років тому.. Відомий по решткам, що були знайдені у пластах формації Бісекти в пустелі Кизилкум, Узбекистан.